# Société impériale des chemins de fer de la Turquie d'Europe
La Société impériale des chemins de fer de la Turquie d’Europe fut créée le 18 mai 1872, chargée de la construction d'un réseau traversant les Balkans pour favoriser le commerce entre l'Empire ottoman et l'Europe, tandis qu'était créée au même moment une Compagnie d'exploitation.

## L'influence des intégristes et monarchistes belges et français
La firme belge Van der Elst et Cie avait obtenu une première concession en 1868 pour construire une voie ferrée des Balkans à Constantinople, menée par le financier belge André Langrand-Dumonceau, promoteur durant les années 1860 d'une puissance financière catholique via un réseau de sociétés, capable de s'opposer à « la haute banque juive et protestante ».
Nommé en 1865 comte romain, signe de l'appui du pape Pie IX, il fait entrer dans les conseils d'administration de ses sociétés des hommes politiques belges catholiques en vue comme Pierre de Decker, Alphonse Nothomb ou Adolphe Dechamps. Mais les révélations du petit journal financier belge, La Cote libre de la Bourse de Bruxelles, sur ses pyramides de sociétés et ses dividendes fictifs, l'ont mis en difficulté. En juin 1869, l'Empire ottoman reconnaît que le projet est abandonné, faute de financement européen.
Le Français Paul Eugène Bontoux, également fédérateur d'intérêts intégristes et monarchistes mais à Paris, autour de la création de l'Union générale, plus tard en 1878, observe la situation de près car il travaille dans l'Empire austro-hongrois.

## Le baron Van Hirsch se heurte au traité de San Stefano
La Société impériale des chemins de fer de la Turquie d’Europe est alors reprise par l'homme qui avait présenté André Langrand-Dumonceau aux turcs, un entrepreneur belge et royaliste basé à Paris, le baron Maurice de Hirsch. Hirsch prévoit de relier son réseau à celui de la Südbahn, dans l'espoir de construire la première ligne Vienne-Constantinople. 
Dans ce but, le baron Hirsch tenta de convaincre le gouvernement hongrois de lui concéder une ligne reliant Pest à Semplin, mais la guerre russo-turque de 1877-1878, gagnée par la Russie modifia la donne. La concession tomba dans les mains des états créés en 1878 par le traité de San Stefano : Roumanie, Serbie et Bulgarie.
Au même moment, inquiète de l'expansion de l'influence russe auprès de la nouvelle nation serbe, l'Autriche installa des garnisons partout en Bosnie et mit la pression sur la Serbie pour qu'elle accepte les traités. Dès lors, une question centrale émergea: la ligne de chemin de fer serait-elle dans la sphère d'influence russe ou autrichienne ?

## L'inquiétude des populations le long du tracé
Les progrès de la construction, partie de Constantinople sont relativement rapides, avec déjà 385 kilomètres, dont 102 complètement opérationnels, en 1872, année où la longueur totale du réseau est par contrat réduite à 11 250 kilomètres. À la fin de l'année, le territoire bosniaque est concerné. Mais les populations vivant sur le tracé s'inquiètent. En 1876, une des compagnies y travaillant rend sa concession au gouvernement ottoman, qui avait refusé de connecter cette partie du réseau à celui de l'Empire austro-hongrois. 
Vienne décida finalement en 1880 de faire appel à un ingénieur français, Paul Eugène Bontoux, qui disposait depuis 1860 d'une précieuse expérience dans l'Empire austro-hongrois, à la Compagnie des chemins de fer de l'État autrichien, société non-cotée fondée en 1855 par un groupe d'investisseurs franco-autrichiens réunis par les frères Pereire, puis à la Sudbahn, appelée aussi "Les Chemins de fer lombards", de la famille Rothschild. Entre-temps, par les banques qu'il créé entre 1878 et 1880, ce dernier se rend incontournable compte tenu du fait que le projet repose sur des capitaux occidentaux.

## La contribution des ingénieurs français
La Société impériale fit appel en 1870 à l'ingénieur Gustave Ernest Polonceau, qui avait déposé un brevet d'invention pour perfectionner les machines à vapeur afin de leur permettre de passer dans les courbes de petits rayons. Il y fut inspecteur en chef, puis directeur du matériel et des ateliers des deux réseaux et du service de la traction du réseau autrichien, membre du comité de direction de Vienne et de Budapest, et enfin membre du comité de direction.
Parmi les autres ingénieurs français, chef du bureau technique à la construction des lignes Sarembey – Uskub (entre Salonique et Mitroviça) et Mitroviça – Banjaluka jusqu’en 1876, revenu à Paris en 1878 pour l’Exposition universelle, qui y recueille une abondante documentation sur les chemins de fer, mais rejoint en 1879 le chantier de la Société financière de Paris, concessionnaire de la ligne reliant Coïmbra à la frontière espagnole.

## Les chemins de fer ottomans à la fin duXIXesiècle

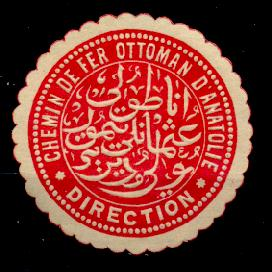
Sceau du chemin de fer ottoman d'Anatolie.

La Société impériale des chemins de fer de la Turquie d’Europe reçut le soutien de la Banque impériale ottomane née le 4 février 1863, grâce aux actionnaires de l'Ottoman Bank, fondée en 1856 avec du capital britannique, des associés français nouvellement incorporés et du gouvernement ottoman. Cette société participa à plusieurs autres entreprises ferroviaires : la ligne de Chemin de fer de Beyrouth à Damas (1892) (sous la direction du Chemin de fer ottoman d'Anatolie) ultérieurement prolongée vers Homs, Hamah et Alep (1900), les lignes Izmir-Kasaba et Istanbul-Salonique (1892) et le Chemin de fer Berlin-Bagdad (1903).